# Procuradoria-Regional da Fazenda Nacional na 5ª Região
Procuradoria-Regional da Fazenda Nacional na 5ª Região (PRFN-5ªR) é a unidade descentralizada da Procuradoria-Geral da Fazenda Nacional sediada em Recife, com abrangência sobre os estados de Pernambuco, Ceará, Rio Grande do Norte, Paraíba, Alagoas e Sergipe.
Realiza a representação judicial da União em matéria tributária, perante o Tribunal Regional Federal da 5ª Região, o Tribunal Regional do Trabalho da 6ª Região, o Tribunal de Justiça do Estado de Pernambuco, o Tribunal Regional Eleitoral de Pernambuco, a Justiça Federal, Estadual, Eleitoral e do Trabalho de primeira instância em Recife, região metropolitana e demais localidades não abrangidas pelas Procuradorias-Seccionais em Pernambuco..
Além disso, realiza a cobrança judicial (execução fiscal) da Dívida Ativa da União na sua área de atribuição, analisa e concede parcelamentos de débitos tributários federais inscritos em Dívida Ativa, bem como representa a União perante os juízos falimentares de Recife.
No âmbito administrativo, presta consultoria aos órgãos do Ministério da Fazenda sediados em Recife.
Seu atual titular é o Procurador da Fazenda Nacional Alexandre de Andrade Freire,  e seus substitutos os Procuradores da Fazenda Nacional Paula Albuquerque Armstrong Sayão e Rodrigo de Andrade Maranhão Fernandes. 